# پورسکلر، آنکارا
پورسکلر (به ترکی استانبولی: Pursaklar) یک شهر در ترکیه است که در آنکارا واقع شده‌است. پورسکلر ۱۳۷٬۸۰۸ نفر جمعیت دارد و ۱٬۰۴۹ متر بالاتر از سطح دریا واقع شده‌است.